# Sanç de Cardona i Roís de Liori
Sanç de Cardona i Roís de Liori (? - 1571,?) fou almirall d'Aragó, baró, senyor i primer marquès de Guadalest.
Hi va estar un important senyor valencià, el més important a càrrec de vassalls moriscs. Se li va obrir un procés per afavorir la pràctica de l'islam entre els seus vassalls de Betxí i la Vall de Guadalest, tot en ple auge de les postures expulsionistes.
Fou fill d'Alfons de Cardona i Isabel Roís de Liori. El 1543 Carles V del Sacre Imperi Romanogermànic crea i li concedeix el marquesat de Guadalest
Es va casar amb Maria Colom i Toledo (1511 - †1578), neta de Cristòfor Colom, amb qui va tenir tres fills:
- Cristòfor de Cardona i Colom, es casà amb Anna de Centelles i de Cardona, filla del 3r comte d'Oliva, Francesc de Centelles, i de Maria de Cardona, filla del 2n Duc de Cardona.
- Lluís de Cardona i Colom, senyor d'Alcúdia, es casà amb Maria de Castellví.
- Maria de Cardona i Colom, casada amb Francisco López de Mendoza y Mendoza, general dels terços de Flandes.
- Joana de Cardona i Colom. (no confirmat).
- Isabel de Cardona i Colom. (no confirmat).